# R-2 (ミサイル)
R-2（ロシア語:Р-2）はR-1の設計を元に開発されたソビエト連邦の短距離弾道ミサイル。NATOコードネームはSS-2 Sibling、ソ連コードは8Ж38。R-1もドイツのV-2のソ連内での生産型であるため、V-2の改良型でもある。

## 概要
R-2はR-1の実験後、すぐに進歩的な改善を加えて開発された。R-2は少なくとも4つの主な改良点があった。重量は50%増加したが、飛距離は2倍以上の600kmに伸びた。R-2はR-1の設計から（また、V-2のそれと）以下のような主な相違を有する。
- 弾頭が大気圏再突入前にロケットから分離され、V-2やR-1で最も大きな弱点であった外殻の強度問題が除去された。
- ロケットの構造では外殻がR-1の主な荷重負荷を分担したことと対照的に、燃料タンク自体がロケットの主な荷重負荷を分担する応力外皮構造になった。これは骨組みの全体としての質量を減少させた。
- 制御モジュールは燃料タンクの上から液体酸素タンクの下に移動された。これによって打ち上げ前の準備が簡単になった。現在、制御モジュールはエンジンのすぐ上に置かれており、振動はアルミに替わって鋼材をテールコーンに使い、減衰されている。
- 命中精度の改善のために無線誘導が導入され、飛距離が倍に伸びたにもかかわらずR-1と同水準の命中精度が与えられた。

最初のテスト飛行は1949年9月に行われ、1951年11月には採用が認められ、1953年には多数のミサイルが配備された。R-1とR-2の合計生産数は1,545基になった。
また、高高度空域の観測ロケット型としてR-2Aが開発された。このロケットは犬とさまざまな高高度用の物理実験器具をノーズコーンに乗せていた。大気分析を実行した後、エンジンの排気ガスによる汚染を避けるため、ミサイルの側面から2つのポッドが排出される形式となっていた。
1957年12月6日にライセンス契約にしたがって中国にも技術移転されることが決定し、12月24日には北京に2台のR-2ミサイルが到着した。このミサイルは中国のロケット開発に大きな影響を与え、DF-1（東風-1）としてコピーされた。
R-2ミサイルはソ連におけるドイツの設計に基づいた最後のミサイルとなった。その後も幾分かのドイツの影響は明確に残存したが、R-2開発後のソビエトのミサイルはOKB-1の独自の設計に基づいた。

## 運用
ソビエト連邦
- ソビエト連邦軍